# دوجلاس هوتون
دوجلاس هوتون (بالإنجليزية: Douglass Houghton)‏ هو جيولوجي وسياسي أمريكي، ولد في 21 سبتمبر 1809 في تروي في الولايات المتحدة، وتوفي في 13 أكتوبر 1845. حزبياً، نشط في الحزب الديمقراطي.